# Витт, Йоахим
Йоахим Витт (нем. Joachim Witt; Гамбург, род. 22 февраля 1949) — немецкий музыкант и актёр

## Биография
Йоахим Витт родился 22 февраля 1949 года в Гамбурге
Выступал на сцене с 1977 года в качестве гитариста и вокала группы Duesenberg (направление Krautrock). С этой группой Витт выпустил три альбома «Duesenberg» (1977), «Duesenberg 2» (1978) и «Strangers» (1979), после чего начал сольную карьеру певца и актёра.
В 1980-е годы стал известен с хитами «Herbergsvater» и «Der Goldene Reiter».
Витт является одним из главных представителей «Neue Deutsche Welle» и среди других известных исполнителей этого направления Nena и Falco в конце 1990-х стал вновь набирать популярность, в том числе и в России, благодаря композициям «Die Flut», исполненным дуэтом с Петером Хёпнером, вокалистом группы Wolfsheim, «Bataillon D’Amour» и «Abendrot» (дуэт с Тило Вольффом, вокалистом группы Lacrimosa).
Альбом «Bayreuth 1» (1998) получил статус «платиновый диск» в Германии (200 000 дисков) и Австрии (20.000 дисков). Музыкальные критики отмечают влияние Вагнера на музыку Витта.
В 2000 году вышел альбом «Bayreuth 2». После того, как Йоахим Витт снова стал популярен, он сотрудничал с такими группами, как Apocalyptica (Bataillon D’Amour), Oomph, Angelzoom, Lacrimosa (Abendrot) и др. В свою очередь музыка Витта оказала влияние на творчество таких групп как Rammstein, Samsas Traum и др. В 2006 году вышел заключительный альбом трилогии «Bayreuth 3».
В 2007 году вышел альбом «избранного» под названием «Auf Ewig». В него вошли 16 треков со старыми и новыми композициями, с преобладанием тяжелой музыки, характерной для альбома Bayreuth 3. К альбому прилагается DVD-бонус с клипами и интервью. Всего было продано 2 миллиона копий альбома.
В мае 2009 года Йоахим Витт заявил, что работает над своим тринадцатым альбомом под названием «Retromania».

## Йоахим Витт и его влияние
В 14 лет Йоахим Витт начал свою музыкальную карьеру, основав малоизвестную группу «The Scalesmen», с которой частенько играл на вечеринках. В первое время «The Scalesmen» играли хиты таких групп как Rolling Stones, Kinks, Pretty Things, лишь после этого Йоахим начал писать собственный материал и появилась группа Julian. В то время Витт, пробовал себя во многих областях искусства, он был фотографом, учился в актерской школе, и даже играл в театре. С 1969 года он начинает брать уроки фотографии и одновременно с этим сочинять собственную музыку с текстами на немецком языке. В 1973 году он подписал контракт с лейблом Metronome под которым записал свой первый сингл «Ich bin ein Mann», после чего контракт был разорван. Поработав некоторое время в качестве актера Йоахим в 1977 году основал группу Duesenberg. В том же году был выпущен их первый альбом «Duesenberg», за которым в 1978 году последовал «Duesenberg 2», затем в 1979 году вышел альбом «Strangers», который принес им титул лучшей новой группы.
Как пишет сам Витт, он всегда замечал, что новые поколения немцев в страхе пытаются убежать от своего фашистского прошлого, при этом терроризируя вечные тевтонские традиции и силу. Витт пытается сломать эту систему, сам для себя и своей музыки, которая спустя много лет оказала огромное влияние на современную немецкую музыку. Влияние Витта можно заметить у многих немецких исполнителей, таких как Rammstein, Megaherz, Eisbrecher и др.

## Дискография

### Студийные альбомы
- Silberblick (1980)
- Edelweiß (1982)
- Märchenblau (1983)
- Mit Rucksack und Harpune (1985)
- Moonlight Nights (1985)
- 10 Millionen Partys (1988)
- Kapitän der Träume (1992)
- Bayreuth 1 (1998)
- Bayreuth 2 (2000)
- Eisenherz (2002)
- Pop (2004)
- Bayreuth 3 (2006)
- Dom (2012)
- Neumond (2014)
- Ich (2015)
- Thron (2016)
- Rübezahl (2018)
- Rübezahls Rückkehr (2020)
- Reise Rübezahls (2022)

### Концерты
- Live In Der Berliner Philharmonie (2002)
- Live At Secret Garden (2005)

### Избранное
- Goldener Reiter (1996)
- Witt / Das Beste (1998)
- The Platinum Collection (2006)
- Auf Ewig- Meisterwerke (2007)

### Синглы
- 1981: Goldener Reiter
- 1981: Kosmetik (Ich Bin Das Glück Dieser Erde)
- 1982: Tri Tra Trullala (Herbergsvater)
- 1983: Märchenblau
- 1983: Hörner in der Nacht
- 1984: Wieder bin ich nicht geflogen
- 1984: Das Supergesicht
- 1985: Blonde Kuh
- 1986: How will I Know
- 1987: Mad News
- 1988: Engel sind zart
- 1988: Pet Shop Boy
- 1988: Der Tankwart heißt Lou
- 1989: Herbergsvater Mix ´90
- 1990: Goldener Reiter -Thorsten Fenslau Remix
- 1991: Hallo Deutschland
- 1992: Das kann doch einen Seemann nicht erschüttern
- 1992: Restlos
- 1992: In die falsche Welt geboren
- 1992: Kapitän der Träume
- 1994: Goldener Reiter Remix ´94
- 1995: Goldener Raver
- 1997: Das geht tief
- 1998: Die Flut
- 1998: Und … ich lauf
- 1999: Das geht Tief
- 2000: Bataillon d´Amour
- 2002: Eisenherz
- 2002: Supergestört und Superversaut
- 2004: Erst wenn das Herz nicht mehr aus Stein (mit Jasmin Tabatabai)
- 2005: Back In The Moment (mit Angelzoom)
- 2006: Wem gehört das Sternenlicht?
- 2007: Alle Fehler (mit Purwien)
- 2008: Goldener Reiter / Herbergsvater (Tri-tra-trul-la-la)
- 2008: Wir Sind Die Goldenen Reiter (mit Die Deutsche Reit-Nationalmannschaft)
- 2009: Dorian Hunter Theme
- 2012: Gloria
- 2013: Kein Weg Zu Weit (mit Mono Inc.)
- 2014: Mein Herz
- 2014: Die Erde Brennt
- 2015: Hände Hoch
- 2015: Über das Meer
- 2016: Terrorist der Liebe (совместно с Hubert Kah)
- 2018: Aufstehen
- 2020: Die Rückkehr

## Песня Abendrot
В альбом Bayreuth 3 вошла песня «Abendrot», исполненная дуэтом с Тило Вольфом. После этого Виттом заинтересовались русские фанаты Лакримозы. Английский отзыв на песню: «в этом дуэте два исполнителя словно пытаются превзойти один другого в дикой тевтонской свирепости» (in sheer Teutonic ferocity)